# Моя геройская академия
«Моя геройская академия» (яп. 僕のヒーローアカデミア Боку но хи:ро: акадэмиа, англ. My Hero Academia) — манга, написанная и иллюстрированная Кохэем Хорикоси. Сюжет рассказывает об Идзуку Мидории, мальчике, родившемся без сверхспособностей (называемых причудами) в мире, где они стали обычным явлением, но всё же мечтающем стать героем. Он встречает Всемогущего — величайшего героя Японии и символ мира, который передаёт свою причуду Идзуку после признания его потенциала.
Первая глава манги вышла 7 июля 2014 года в 32-м выпуске журнала Weekly Shonen Jump. Серия была лицензирована для выпуска на английском языке Viz Media и начала выходить в их еженедельном цифровом журнале Weekly Shonen Jump 9 февраля 2015 года.
Манга была адаптирована в аниме-сериал, первый сезон которой транслировался с 3 апреля по 26 июня 2016 года, второй сезон транслировался с 1 апреля по 30 сентября 2017 года. Премьера 3 сезона состоялась 7 апреля 2018 года. Трансляция 4 сезона прошла с 12 октября 2019 года по 4 апреля 2020 года. Премьера 5 сезона состоялась 27 марта 2021 года. 3 августа 2018 года был выпущен первый анимационный фильм под названием My Hero Academia: Two Heroes. Второй анимационный фильм под названием My Hero Academia: Heroes Rising был выпущен 20 декабря 2019 года. Третий анимационный фильм My Hero Academia: Wоrld Hеroes Missiоn был выпущен 6 августа 2021 года. Есть планы для создания игрового фильма компании Legendary Entertainment.
20 августа 2019 года издательство «Азбука-Аттикус» объявило об издании манги в России.
Манга получила Премию Харви в 2019 году в номинации «Лучшая манга». После выхода 30 тома 2 апреля 2021 года общий тираж манги по всему миру достиг 50 млн экземпляров, из них 13 млн выпущено за пределами Японии. Как манга, так и аниме-адаптация получили подавляющий положительный отклик как от критиков, так и от зрителей и считаются одними из лучших в 2010-х годах.
4 мая 2024 года стартовал 7 сезон аниме-адаптации.
5 августа 2024 года с выходом 430-й главы выпуск манги закончен. Всего насчитывается 42 тома.

## Сюжет
Действие происходит в мире, где большинство людей рождается с необычной способностью, которая называется «причуда» (яп. 個性 Косэй, досл. «индивидуальность, индивидуальный характер; характерные черты»). Однако главный герой, Идзуку Мидория, родился без причуды. Мечтая когда-нибудь стать героем (яп. ヒーロー Хи:ро:), он упорно пытается достичь небывалой силы и приблизиться к своей мечте. После встречи со своим кумиром Всемогущим он получает собственные суперсилы и решает поступить в академию «Юэй» (UA) (яп. 雄英高校 Ю:эй Ко:ко:). Несмотря на практически провальное вступительное испытание, Идзуку таки поступает в желанное учебное заведение.

## Главные персонажи
- Идзуку Мидория (яп. 緑谷 出久 Мидория Идзуку), также известный как Дэку (яп. デク), протагонист манги и аниме «Моя геройская академия». Несмотря на то, что он родился без причуды, ему удалось привлечь внимание легендарного героя Всемогущего, после чего стал девятым пользователем причуды «Один за всех» и получил возможность поступить в академию «Юэй» на геройский факультет.

Сэйю: Дайки Ямасита
- Кацуки Бакуго (яп. 爆豪 勝己 Бакуго: Кацуки), или же Каттян (яп. かっちゃん), как называли его друзья детства, студент класса 1-A академии «Юэй» и дейтерагонист сериала.

Сэйю: Нобухико Окамото
- Тосинори Яги (яп. 俊典), более известный как Всемогущий (яп. オールマイト о:румайто), герой № 1. Также обучает начинающих героев в «Юэй». До знакомства со своим учителем, который передал ему «Один за всех», Тосинори Яги вообще не обладал никакой причудой. За пять лет до встречи с Идзуку, Тосинори Яги сражался с очень сильным злодеем, известным как «Сэнсэй», который обладал причудой, называемой «Все за одного», в результате чего Тосинори Яги получил серьёзную травму, ограничивающую использование его причуды.

Сэйю: Кэнта Миякэ
- Сёто Тодороки (яп. 轟焦凍), или же просто Сёто  (яп. ショート Сё:то), один из сильнейших студентов первого курса академии «Юэй». Сёто — сын героя № 2, Неукротимого, который хотел сделать из него самого сильного героя, а потому специально заключил брак с целью выведения идеальной причуды. Причуда Сёто позволяет ему генерировать пламя с левой стороны тела и лёд с правой, но из-за отвращения к отцу, в бою он использует только правую сторону.
- Сэйю: Юки Кадзи

## Медиа-издания

### Манга
Манга начала публиковаться в журнале Weekly Shōnen Jump в июле 2014 года. По состоянию на 2 апреля 2021 года всего было выпущено 30 томов манги в формате танкобонов, выход 31-го запланирован на лето 2021 года.
Американская компания Viz Media приобрела права на распространение манги на территории Северной Америки. 4 августа 2015 года был выпущен первый том на английском языке.

### Аниме
Об аниме объявило TOHO Group, зарегистрировав доменное имя «heroaca.com» как веб-сайт аниме. Режиссёром выступил Кэндзи Нагасаки, сценаристом Ёсукэ Курода, дизайном персонажей занимался Ёсикихо Умакоси и музыку написал Юки Хаяси. Сериал шёл на MBS и других каналах Japan News Network в 5 вечера по воскресеньям в Японии. Открывающая тема «The Day» исполнялась Porno Graffitti, закрывающая тема «Heroes» в исполнении Brian the Sun. Открывающую тему второго сезона «Peace Sign» (ピースサイン) исполнил Кэнси Ёнэдзу, закрывающая тема второго сезона «Dakara, Hitori ja nai» (だから, ひとりじゃない) исполнялась группой Little Glee Monster. Открывающей темой второй части второго сезона «Sora ni Utaeba» (空に歌えば) исполнил amazarashi, а закрывающую тему второй части «Datte Atashi no Hero.» (だってアタシのヒーロー。) исполнила LiSA. Открывающую тему третьего сезона «ODD FUTURE» исполнялась UVERworld, а закрывающая тема «Update» (アップデート) исполняла miwa. Открывающую тему второй части третьего сезона «Make my story» исполнялась Lenny code fiction, а закрывающая тема второй части «Long Hope Philia <TV Limited>» (ロングホープ・フィリア＜TV Limited＞) осталась за Масаки Судой. Также, она звучала в качестве закрывающей темой в фильме «Boku no Hero Academia the Movie 1: Futari no Hero», а закрывающую тему аниме-фильма «Boku no Hero Academia the Movie 2: Heroes:Rising» исполнила группа sumika с песней «Higher Ground» (ハイヤーグラウンド). Исполнитель открывающей темой четвертого сезона стал BLUE ENCOUNT с песней «Polaris» (ポラリス), исполнительница закрывающей темой стала Sayuri с песней «Koukai no Uta» (航海の唄). Открывающая тема второй части четвертого сезона «Star Marker» (スターマーカー) исполнили KANA-BOON, а закрывающей темой стала «Shout Baby» в исполнении Ryoku Oushoku Shakai. В марте 2016 года Funimation Entertainment объявили, что приобрели лицензию на серии для потоковых услуг, дома и выпуск широковещательного, а также получение права на торговый знак. Второй сезон был объявлен в 30-м выпуске Weekly Shonen Jump в 2016.
В конце августа 2016 года было объявлено, что будет показан специальная серия на Jump Special Anime Festa 2016.

### Видеоигра
Видеоигра по мотивам аниме была анонсирована в ноябре 2015 года. Игра разрабатывалась компанией Bandai Namco Studios и была издана компанией Bandai Namco Entertainment для платформы Nintendo 3DS, которая, в свою очередь, была выпущена в Японии 19 мая 2016 года.

## Критика
Манга была номинирована на 8-ю премию Манга тайсё (яп. マンガ大賞 «Премия манги»). До премьеры аниме-адаптации мангака Масаси Кисимото похвалил работу Кохэя Хорикоси, добавив, что манга будет успешной и за рубежом. Хорикоси тем временем сказал Кисимото, что «Наруто» является его основным источником вдохновения.
Первый том достиг 7-го места на недельном графике манги Oricon с 71 575 проданными копиями. Он был распродан почти сразу же после первой публикации. Том 2 достиг 6-го место, с 167 531 копий, и на 18 января 2015 года, было продано 205 179 копий. Общий тираж 30 томов, вышедших на 2 апреля 2021 года, составляет более 50 млн копий, включая и цифровые версии, из которых 13 млн были проданы за пределами Японии.
Было отмечено, что история черпает вдохновение из элементов в комиксах про супергероев, например, эстетика персонажей.
Алекс Осборн, рецензент сайта IGN дал аниме положительные оценки, пояснив: «Первый сезон My Hero Academia составляет тринадцать эпизодов фантастического действия, очень чувственных историй, который обернут вокруг запоминающихся и свойских персонажей.» В то же время Осборн добавил, что злодеи были недостаточно развиты.
Некоторые критики, такие как Глеб Довбыш, отмечают, что, несмотря на популярность, "Моя геройская академия" может быть предсказуемой и излишне опираться на шаблоны жанра сёнэн. В своей статье на Дзен Довбыш подробно анализирует сильные и слабые стороны сериала. "Мое мнение о 'Моей геройской академии'". Дзен, [https://dzen.ru/a/aIzjVdpNGm43IBbg]